# Королевский форт Сан-Филипи
Королевский форт Сан-Филипи (порт. Forte Real de São Filipe) — крепость XVI века в городе Сидади-Велья, на юге острова Сантьягу (Кабо-Верде). Она расположена на возвышенности над центром города, на высоте 120 метров над уровнем моря. Исторический центр Сидади-Вельи с июня 2009 года является объектом Всемирного наследия ЮНЕСКО. Крепость была частью городской оборонной системы, которая включала в себя ещё шесть небольших фортов на побережье и стену вдоль порта.

## История
Крепость Сан-Филипи была построена в период правления португальского короля Филиппа I (он же испанский король Филипп II), в 1587—1593 годах, вскоре после рейда пиратов Фрэнсиса Дрейка на Сантьягу в 1585 году. Она дополнила собой существующую систему обороны, состоявшую из более старых фортов Сан-Лоренсу, Сан-Брас, Президиу, Сан-Вериссиму, Сан-Жуан-душ-Кавалейруш и Сан-Антониу. Остатки этих фортов сохранились и до нынешних времён. Форт Сан-Филипи был построен из камня, привезённого из Португалии, а над самим проектом крепости работали военные инженеры Жуан Нуниш и Филиппо Терзи. В 1999—2001 годах форт был подвергнут реконструкции.

## Описание
Крепость состоит из трёх бастионов, обращённых внутрь острова в восточном направлении. С севера и юга она защищена крутым обрывом, вход в неё расположен с запада. Внутри форта находились военные склады, кирпичная цистерна, резиденция губернатора, гарнизон, тюрьма и часовня Сан-Гонсалу.

Крепость Сан-Филипи в Сидади-Велье, остров Сантьяго (Кабо-Верде)

## Галерея

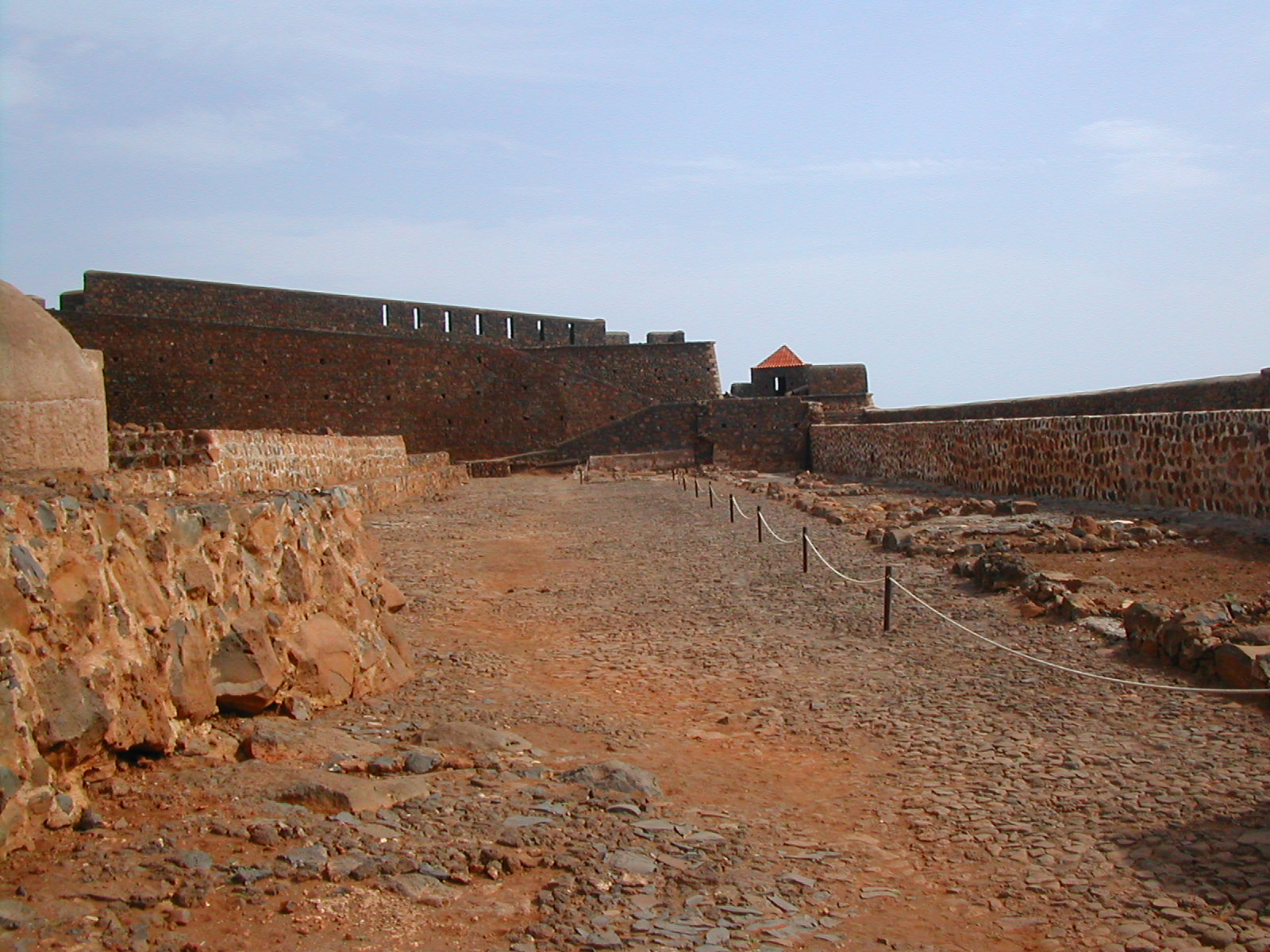
Вид спереди на форт Сан-Филипи
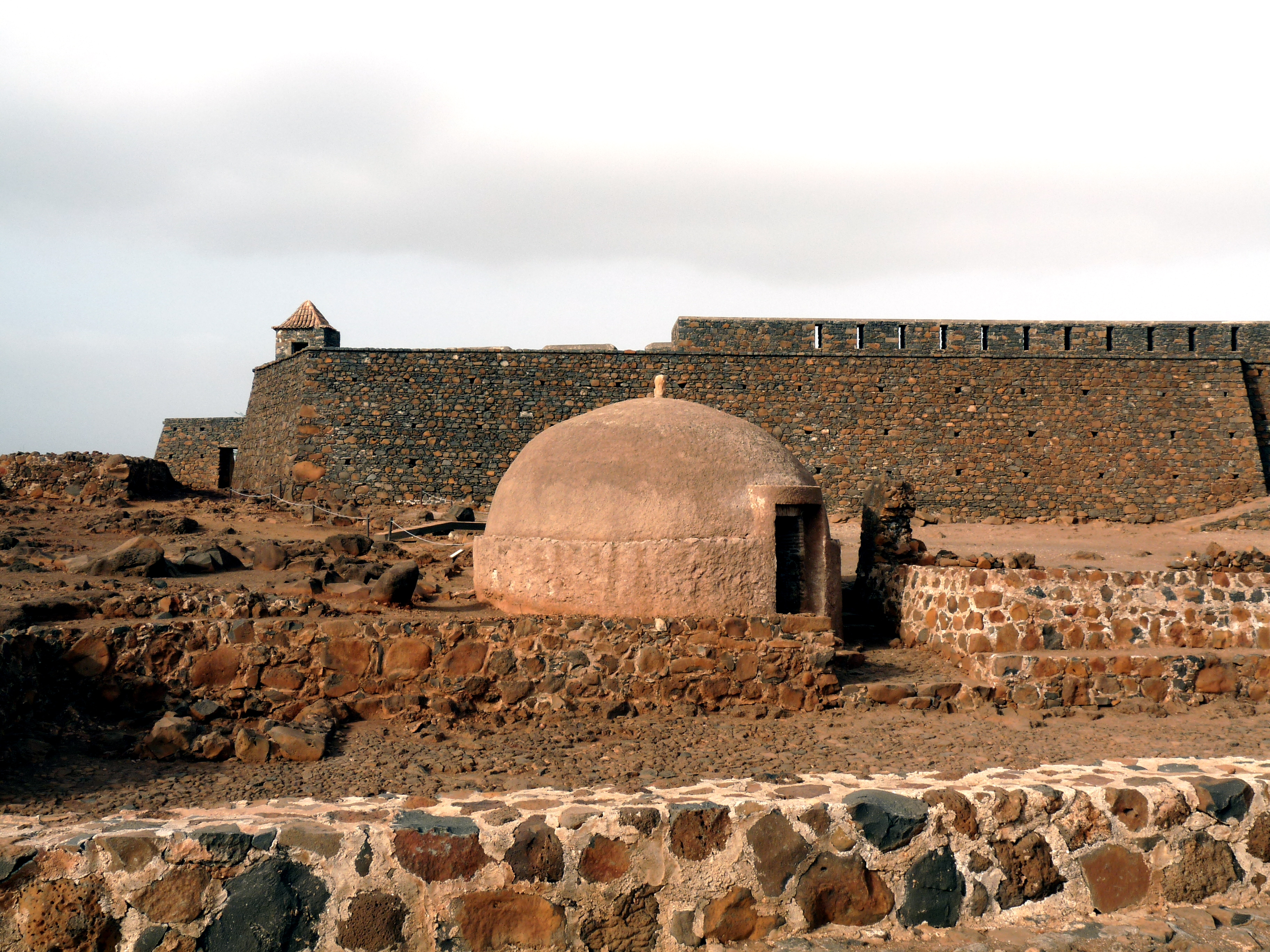
Форт Сан-Филипи, стены и цистерна
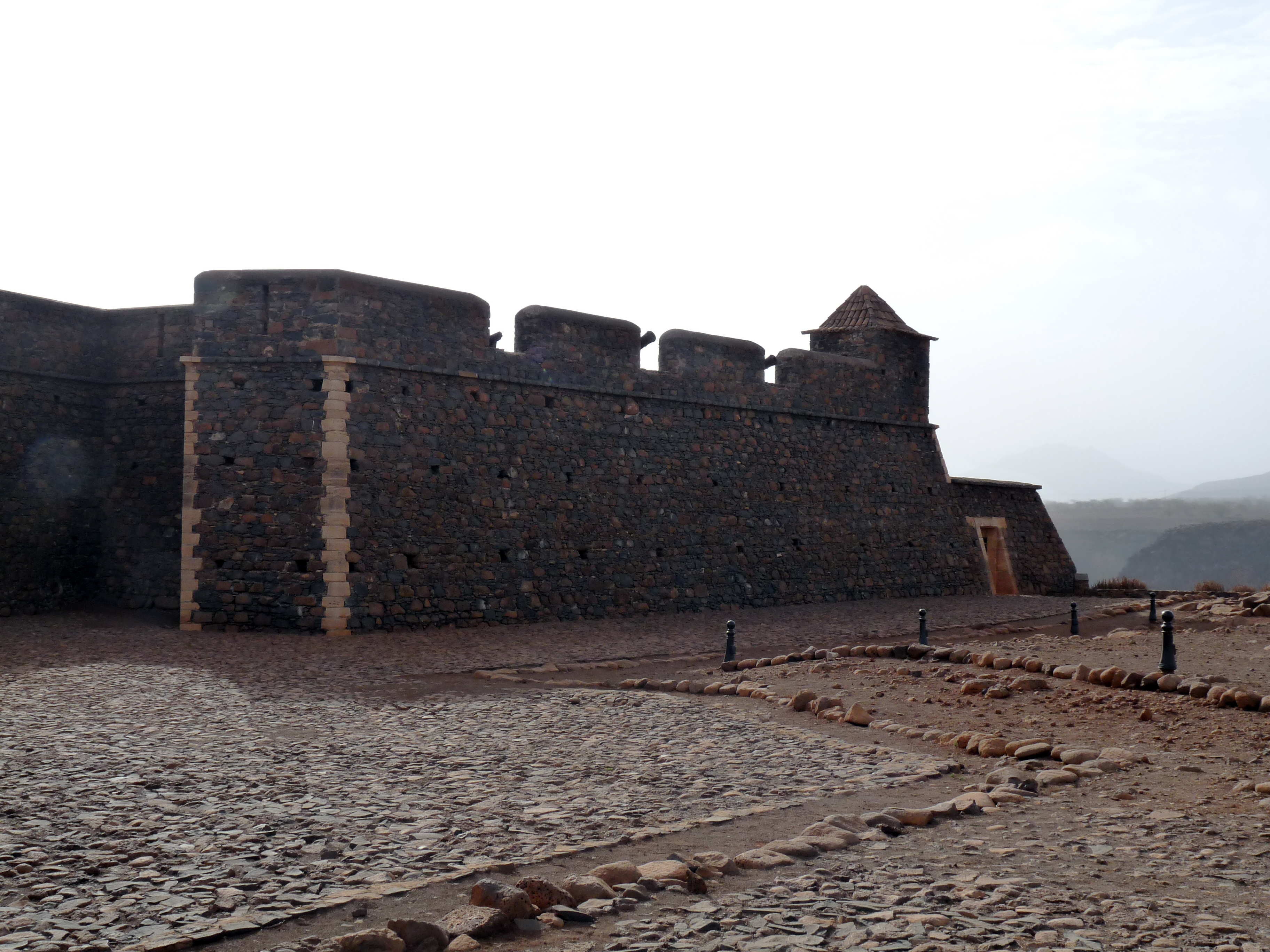
Крепостные стены
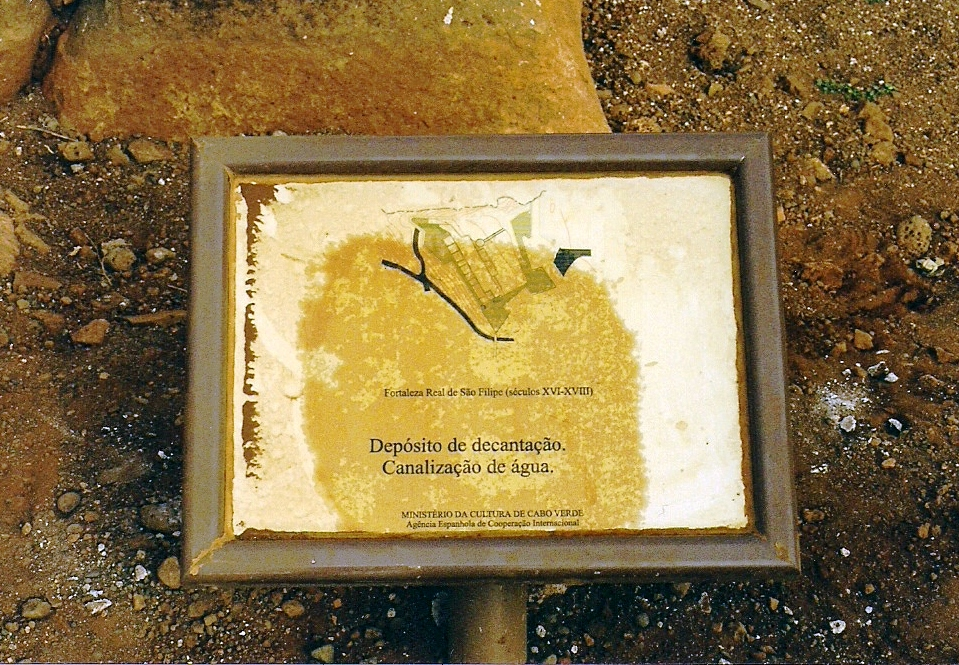
Мемориальная доска в нижней части форта
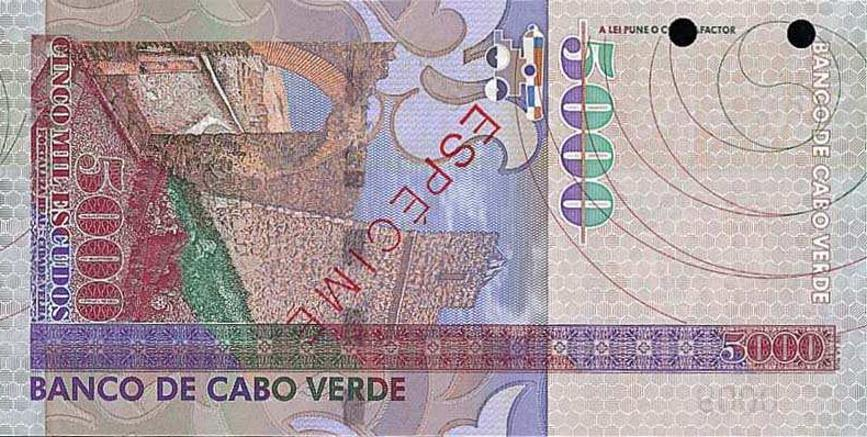
Королевская крепость на банкноте номиналом 5000 эскудо Кабо-Верде, выпускавшейся в период с 2000 по 2007 год.